# Phosphate de cobalt(II)

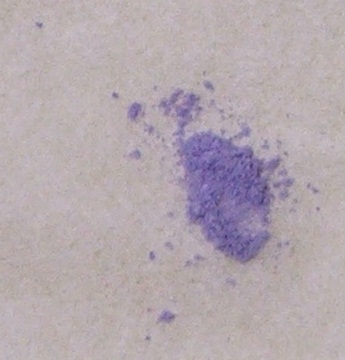
Une poudre violette

Le phosphate de cobalt(II) est un composé du phosphore, de l'oxygène et du cobalt, dont la formule est Co3(PO4)2. C'est le sel de cobalt(II) de l'acide phosphorique H3PO4. Sous forme anhydre, il représente un des pigments connus sous le nom de violet de cobalt. Il s'agit le plus souvent, comme le montre le carré , d'une teinte de violet assez foncée.

Il a d'autres usages, par exemple en catalyse : de fins dépôts ou film ont un effet catalytique sur l'oxydation de l'eau, dénommé parfois craquage

## Une gamme de pigments colorants
Le taux d'hydratation peut changer, induisant des nuances colorantes différentes, de violet à pourpre clair, voire rouge ou rosée avec la composition structurelle croissante en eau.
Il existe aussi communément un phosphate de cobalt octohydraté Co3(PO4)2.8H2O qui est une poudre rouge clair, parfois rose, de masse molaire 510,84 g/mol et de densité 2,769 soluble dans les acides minéraux, peu soluble dans l'eau, insoluble dans les alcalis. 
Le tétrahydrate de phosphate de cobalt Co3(PO4)2.4H2O est violet-clair. Mais il est assez instable à la chaleur.

## Structure
Le cristal de phosphate de cobalt est formé d'anions phosphate (PO43−) volumineux qui complexent les centres de cations Co2+. Les ions cobalt sont en position octaédrique, 1/3  dans des sites à six et 2/3 à cinq degrés de coordination.
Sa masse molaire est 366,74 g/mol. Sa densité dépasse 3,8. Au microscope, il apparaît sous forme de cristaux tabulaires formant des tablettes rectangulaires transparentes assez grandes. La structure lamellaire est très fragile. Une dispersion trop violente les brise, et réduit le pouvoir colorant en rendant moins foncée la teinte attendue.
Les cristaux sont insolubles dans l'eau et les solvants organiques courants. Le phosphate de cobalt est soluble dans les acides diluées (HCl dès 5% en masse) tout en résistant aux alcalis dilués (par exemple à la soude caustique à 1 %). L'eau de chaux le fait brunir, ainsi que l'ammoniaque qui le dissout en formant des cobaltamines.
Le phosphate de cobalt tétrahydraté, de densité 2,6 exposé à la chaleur, se transforme chimiquement et donne un composé violet foncé, de densité plus élevée, mais aussi plus stable à la chaleur.

## Préparation
Il est préparé à partir de l'octohydrate de phosphate de cobalt, qui perd ses molécules d'eau à 200 °C.
Il précipite aussi à partir de solution aqueuse de tétrahydrate de phosphate de cobalt, préparé à partir d'une mélange de solutions aqueuses de cobalt(II), par exemple de chlorure de cobalt, et des sels phosphatés alcalins solubles. Le précipité rose est lavé et séché pour acquérir la nuance violette claire, ou tétrahydrate de phosphate de cobalt. Il faut un chauffage assez prolongé vers 200 °C pour obtenir le phosphate de cobalt anhydre, violet foncé et plus stable.

## Pigment minéral de synthèse
Le violet de cobalt clair, parfois plus ou moins foncé, lorsqu'il est chauffé à divers températures décroissantes, est référencé au Colour Index comme pigment violet 14 n°77360.
La société industrielle de Mulhouse lance en 1859 un appel pour une couleur violette utilisable pour l'impression textile. Le chimiste Alphonse Salvétat y répond et propose l'usage du phosphate de cobalt, précisant que ce pigment suivant son traitement thermique montre plusieurs nuances. En réalité, le pigment était déjà utilisé pour la fabrication de bleu de cobalt, notamment par Louis Jacques Thénard qui ne s'en servait que comme intermédiaire. 
Les phosphates sont d'excellents pigments pour la peinture de chevalet et l'aquarelle . Ils présentent une bonne luminosité dans les peintures couvrantes à sec, ainsi qu'une bonne solidité à la lumière. Mais il reste très coûteux tout en ayant un faible pouvoir colorant et une grande sensibilité à la chaleur (tendance à foncer).
Ce pigment violet foncé, qui ne devait être pas broyé trop finement et restait onéreux, était apprécié par l'école impressionniste française, et ses peintres de plein air. 
Le phosphate de cobalt, et les composés hydratés de sa famille restreinte, sont utilisés comme colorant dans le verre, les couvertes ou glaçures céramiques, les émaux et les matières plastiques.

## Toxicologie
Les contacts avec la peau, parfois les plus anodins aux coudes ou aux genoux, sont toujours susceptibles de causer des allergies. L'inhalation chronique peut provoquer de l'asthme. Une ingestion accidentelle provoque vomissement et diarrhée, le tout avec des bouffées de chaleur.